# Frida Nilsson
Frida Kristina Augusta Nilsson, född 16 januari 1979 i Hardemo församling i Örebro län, är en svensk barnboksförfattare, översättare och tidigare även programledare i TV och radio.
Frida Nilsson debuterade 2004 med Kråkans otroliga liftarsemester och sedan dess har utkommit bland annat böckerna om Hedvig som är inspirerade av författarens egen uppväxt och utspelar sig i hennes barndomsby Hardemo. Apstjärnan, Jag, Dante och miljonerna och Jagger Jagger är en svit fristående böcker, men med utanförskap som gemensamt tema. Hennes författarskap präglas av språklig lekfullhet och genreflexibilitet och hennes böcker har illustrerats av bland annat Stina Wirsén och Lotta Geffenblad. Frida Nilssons böcker är översatta till flera främmande språk och den tyska översättningen av Apstjärnan var sommarföljetong i tidningen Die Zeit 2010 och nominerades året därpå till Deutscher Jugendliteraturpreis. Utöver det har hon belönats med BMF-plaketten 2004, och hennes bok Hedvig och Max-Olov nominerades till Augustpriset 2006 och Jagger Jagger nominerades till Augustpriset 2013. 2014 tilldelades hon Astrid Lindgren-priset. 2015 nominerades Ishavspirater till Augustpriset. 2017 utkom Det tunna svärdet. Den tyska översättningen belönades med Luchs des Jahres, tidningen Die Zeits pris för årets bästa barnbok. Boken Lindormars land utkom 2020 och valdes ut till International Youth Librarys White Ravens 2021. Samma år filmatiserades Apstjärnan av Lee film, med regi av Linda Hambäck. Filmen hade biopremiär i Sverige och flera andra länder 2021. Teater Toboso i Tyskland hade premiär av en dramatisering av Jagger, Jagger år 2020, och året därpå sattes en dramatisering av Ishavspirater upp på Theater Tübingen i Tyskland.
Frida Nilsson blev i oktober 2021 den första mottagaren av Svenska Akademiens pris för barn- och ungdomslitteratur.
2010 var Frida Nilsson en av de författare som i tidningen Vi läser väckte debatten om censur i barnböcker. Frida Nilsson har även hållit i teaterkurser för barn och skriver manus för radio och TV. Bland annat skrev hon 2012 års julkalender för radio: Siri och ishavspiraterna. Hon har även arbetat som programledare för barnprogrammet Hjärnkontoret. Hon har också dubbat tecknad film, bland annat som den svenska rösten till Kim Possible i TV-serien med samma namn, Prinsessan Layla (säsong 2-5) i TV-serien Winx Club och Audrey i Disneys tecknade långfilm Atlantis – En försvunnen värld.

## Priser och utmärkelser
- 2004 – BMF-Barnboksplaketten för Kråkans otroliga liftarsemester
- 2012 – Les Olympiades (franskt pris) för Apstjärnan
- 2014 – Astrid Lindgren-priset
- 2015 – BMF-Barnboksplaketten för Ishavspirater
- 2015 – Expressens Heffaklump för boken Ishavspirater[4]
- 2016 – Nils Holgersson-plaketten för Ishavspirater[5]
- 2018 – Kulla-Gulla-priset
- 2019 – Luchs des Jahres för tyska översättningen av Det tunna svärdet
- 2021 – Svenska Akademiens pris till framstående författare av barn- och ungdomslitteratur[6]
- 2021 – Kumla kommuns kulturpris 2021

## Titlar utgivna i andra länder
- Apstjärnan – Danmark, Frankrike, Italien, Korea, Polen, Ryssland, Tjeckien, Tyskland
- Hedvig! – Danmark, Norge, Polen, Serbien, Tyskland
- Hedvig och Hardemos prinsessa – Danmark, Norge, Tyskland
- Hedvig och Max-Olov – Danmark, Norge, Polen, Serbien, Tyskland
- Hedvig och sommaren med Steken – Danmark, Norge
- Jag, Dante och miljonerna – Danmark, Frankrike, Korea, Tyskland
- Kråkans otroliga liftarsemester – Danmark
- Ryska kyssen – Danmark, Tyskland